# Guardians of the Galaxy: Cosmic Rewind
Guardians of the Galaxy: Cosmic Rewind (Gardiens de la galaxie: Retour cosmique en français) est une attraction de type montagnes russes tournoyantes en intérieur de Vekoma dans la section Future World du parc américain Epcot,,,. Elle est basée sur le film Les Gardiens de la Galaxie des Marvel Studios, elle est la première attraction de Walt Disney World basée sur une licence Marvel Comics, et le premier parcours de montagnes russes à Epcot. Il remplace l'attraction Universe of Energy, fermée le 13 août 2017.

## Histoire
L'attraction est annoncée dans le cadre d'une refonte générale d'Epcot lors de l'édition 2017 de la D23 Expo. La vice-présidente d'Epcot Melissa Valiquett la décrit comme des montagnes russes lors des 35 ans d'Epcot.
Le 13 août 2017, l'attraction Ellen's Energy Adventure ferme ses portes afin que la construction de l'attraction Guardians of the Galaxy puisse commencer. À la D23 Expo tenue au Japon en 2018, Robert Chapek (Bob Chapek), président de Walt Disney Parks & Resorts, déclare que le circuit des montagnes russes en intérieur serait l'un une des plus longs au monde et qu'il ouvrirait alors en 2021. Les plus longues montagnes russes en intérieur sont jusqu'alors Temple of the Night Hawk à Phantasialand en Allemagne.
Son nom, Guardians of the Galaxy: Cosmic Rewind, est annoncé le 25 août 2019 à la D23 Expo 2019. Le parcours comprend un lancement en arrière dans l'espace.

## Construction

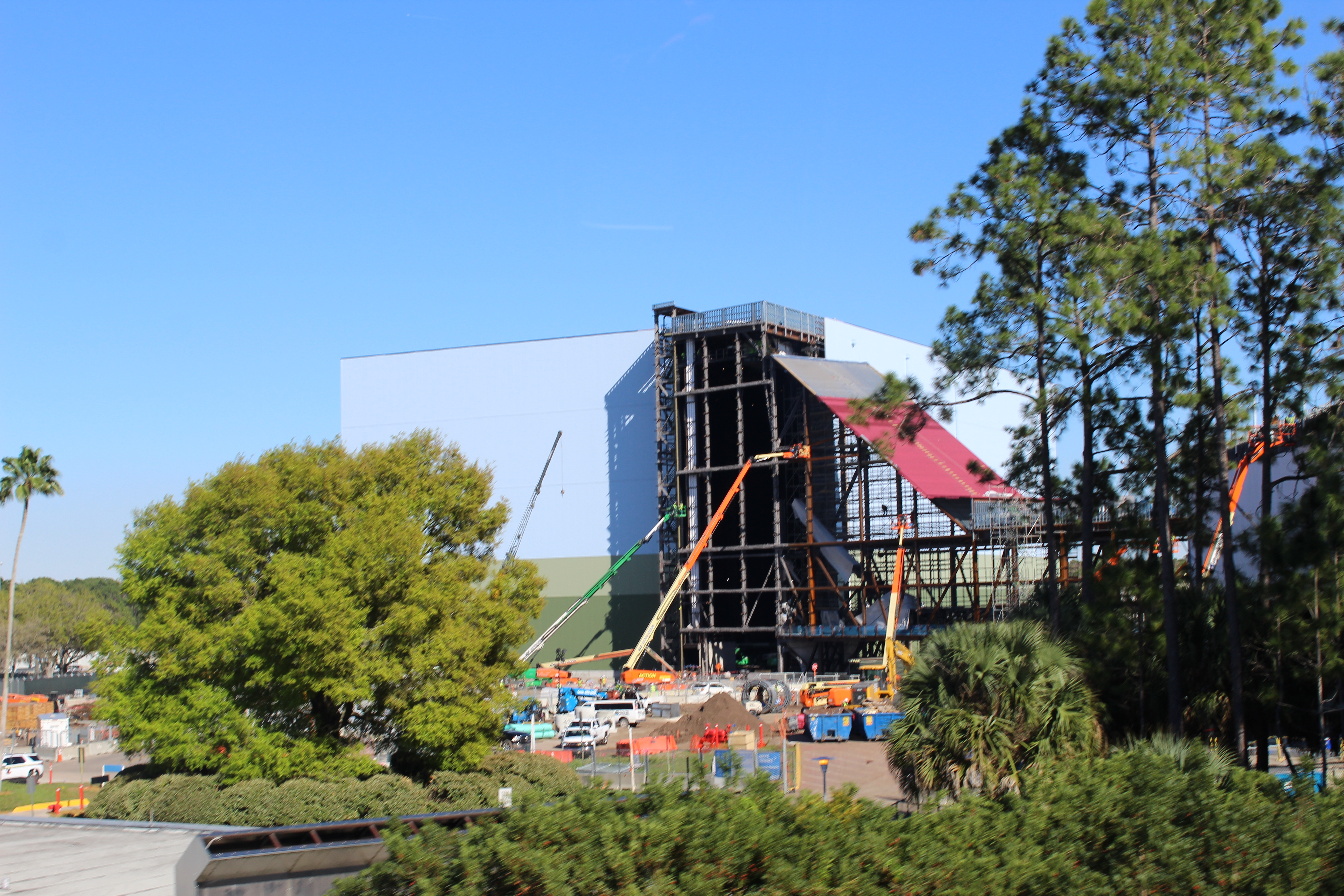
Construction, mars 2019.

La construction commence fin août 2017. Le bâtiment de Universe of Energy est réutilisé et réaménagé pour la nouvelle attraction. Les montagnes russes elles-mêmes sont logées dans un nouveau bâtiment massif situé dans les coulisses du parc, au niveau du bâtiment Universe of Energy et de l'ancien pavillon Wonders of Life,. Le 4 mai 2018, le blog des parcs Disney publie une vidéo indiquant que le béton nécessaire pour les fondations du nouveau bâtiment a été transporté par 960 camions. Le premier tronçon du circuit est monté en novembre 2018.